# Barkasse

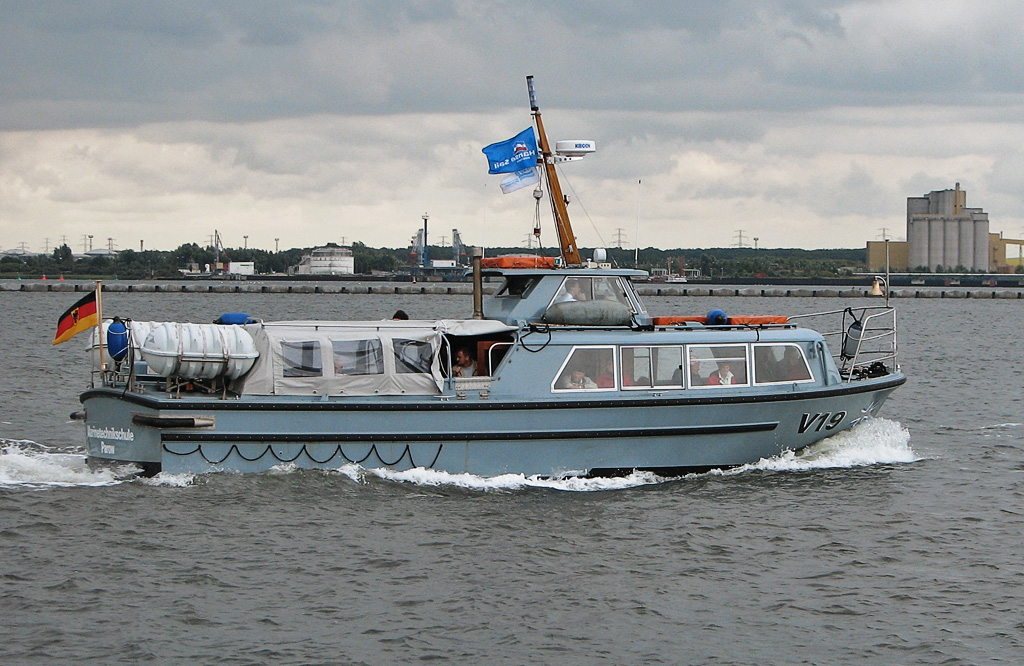
Barkasse der Deutschen Marine

Das Wort Barkasse entstammt der italienischen Sprache (italienisch barcaccia) und bezeichnete ursprünglich das größte Beiboot eines Kriegsschiffs. Seit Ende des 19. Jahrhunderts werden nichtmilitärische Verkehrsschiffe – Passagierschiffe wie Arbeitsboote – in Häfen als Barkassen bezeichnet. Bekannt sind vor allem Hamburger Hafenbarkassen und die inzwischen abgeschafften Postbarkassen, ebenfalls in Hamburg.

## Geschichte

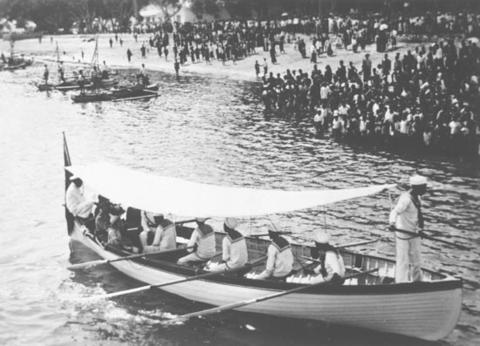
Barkasse des Gouverneurs von Portugiesisch-Timor (um 1940)

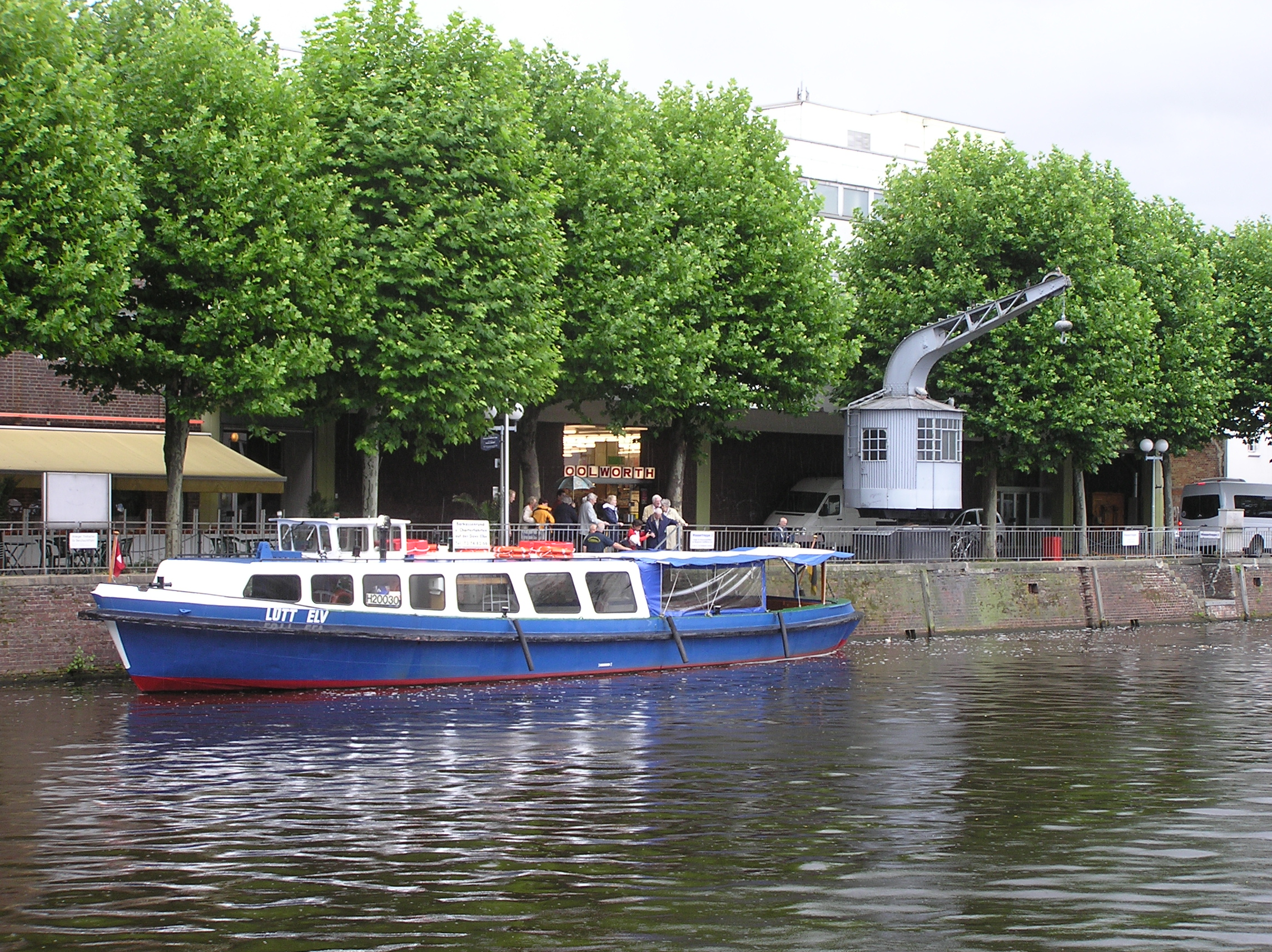
Barkasse zur Personenbeförderung

In der Zeit der Segelschifffahrt stand die Barkasse für gewöhnlich zusammen mit der Pinasse, dem zweitgrößten Beiboot, auf der Barring zwischen Fock- und Großmast. Die Barkasse wurde ausgesetzt, um unter anderem Trinkwasser zu holen oder Landungen durchzuführen. Die Barkasse einer Fregatte oder Korvette war etwa zwölf Meter lang, hatte 14 bis 16 Riemen und zwei Rah-, Lugger- oder Gaffelsegel.
Die modernen Barkassen sind Motorboote – sie haben traditionell vorne einen überdachten Steuerstand; dahinter befinden sich an jeder Schiffsseite Bänke für Passagiere.
Besonders im Hamburger Hafen sind die dortigen Barkassen häufig im Einsatz, überwiegend als Schlepper von Schuten und für Personenrundfahrten. Auch die Flussschifferkirche nutzt eine Barkasse. 